# Francesco Nuti
Pour les articles homonymes, voir Nuti.
Francesco Nuti, né  à Florence(Toscane) le 17 mai 1955 et mort à Rome (Latium) le 12 juin 2023, est un acteur et réalisateur italien. 

## Filmographie partielle
Comme acteur
- 1982 : Madonna che silenzio c'è stasera de Maurizio Ponzi
- 1983 : Io, Chiara e lo Scuro de Maurizio Ponzi
- 1983 : Son contento de Maurizio Ponzi
- 1985 : Casablanca, Casablanca de lui-même
- 1988 : Caruso Pascoski di padre polacco (it) de lui-même
- 1991 : Donne con le gonne de lui-même
- 1994 : OcchioPinocchio (it) de lui-même, rôle de Pinocchio

Comme réalisateur
- 1985 : Casablanca, Casablanca
- 1985 : Tutta colpa del paradiso
- 1986 : Stregati
- 1988 : Caruso Pascoski di padre polacco (it)
- 1989 : Willy Signori e vengo da lontano (it)
- 1991 : Donne con le gonne
- 1994 : OcchioPinocchio (it)
- 1998 : Il signor Quindicipalle (it)
- 2000 : Io amo Andrea (it)
- 2001 : Caruso, zero in condotta (it)